# Caccia in Italia
La caccia in Italia riguarda la disciplina della caccia, come regolata dalle leggi e regolamenti in materia.

## Disciplina normativa generale

### Quadro normativo generale
In base alla legge costituzionale 18 ottobre 2001, n. 3, che ha modificato l'articolo 117 della Costituzione della Repubblica Italiana, la potestà legislativa in materia di caccia, non essendo espressamente riservata alla legislazione dello Stato, spetta alle Regioni. Tuttavia, poiché lo Stato si è riservato la potestà legislativa in tema di tutela dell'ambiente, dell'ecosistema e dei beni culturali, il potere delle regioni in materia venatoria è in parte limitato. La limitazione non esiste per le Regioni a statuto speciale, in quanto esse hanno la potestà legislativa in tema di ambiente e possono dotarsi di propri corpi di polizia allo scopo.
La legge 11 febbraio 1992, n. 157 è una legge quadro che delinea la regolamentazione generale in materia, che costituisce fonte normativa primaria di carattere nazionale. L'attività venatoria è eserictata a livello nazionale sul territorio agro-silvo-pastorale, concetto introdotto dalla legge del 1992, che tuttavia non ne stabilisce criteri e modalità precise per la sua identificazione, ma rimette tale competenza alle Regioni, cui spetta inoltre il compito di pianificazione faunistico-venatoria finalizzata
Ciascuna Regione deve destinare una quota dal 20 al 30% del territorio agro-silvo-pastorale alla protezione della fauna selvatica in cui è vigente il divieto di abbattimento e cattura a fini venatori accompagnato da provvedimenti atti ad agevolare la sosta, la riproduzione e la cura della prole da parte della fauna. Il territorio ricadente nella zona delle Alpi di ciascuna regione è una zona faunistica a sé stante ed il territorio agro-silvo-pastorale destinato a protezione è nella percentuale dal 10 al 20%. La percentuale massima globale destinabile alla caccia riservata a gestione privata e a centri privati di riproduzione della fauna selvatica allo stato naturale (aziende faunistico-venatorie o agrituristico-venatorie) è del 15%.
Sul rimanente territorio agro-silvo-pastorale le Regioni promuovono forme di gestione programmata della caccia, definendone criteri ed orientamenti (l'articolo 14 ne stabilisce le modalità), la cui pianificazione dettagliata spetta alle Province, che predispongono i piani faunistico-venatori per zone omogenee, ovvero suddivisioni del territorio in ambiti territoriali e comprensori alpini.

### Il ruolo delle Regioni

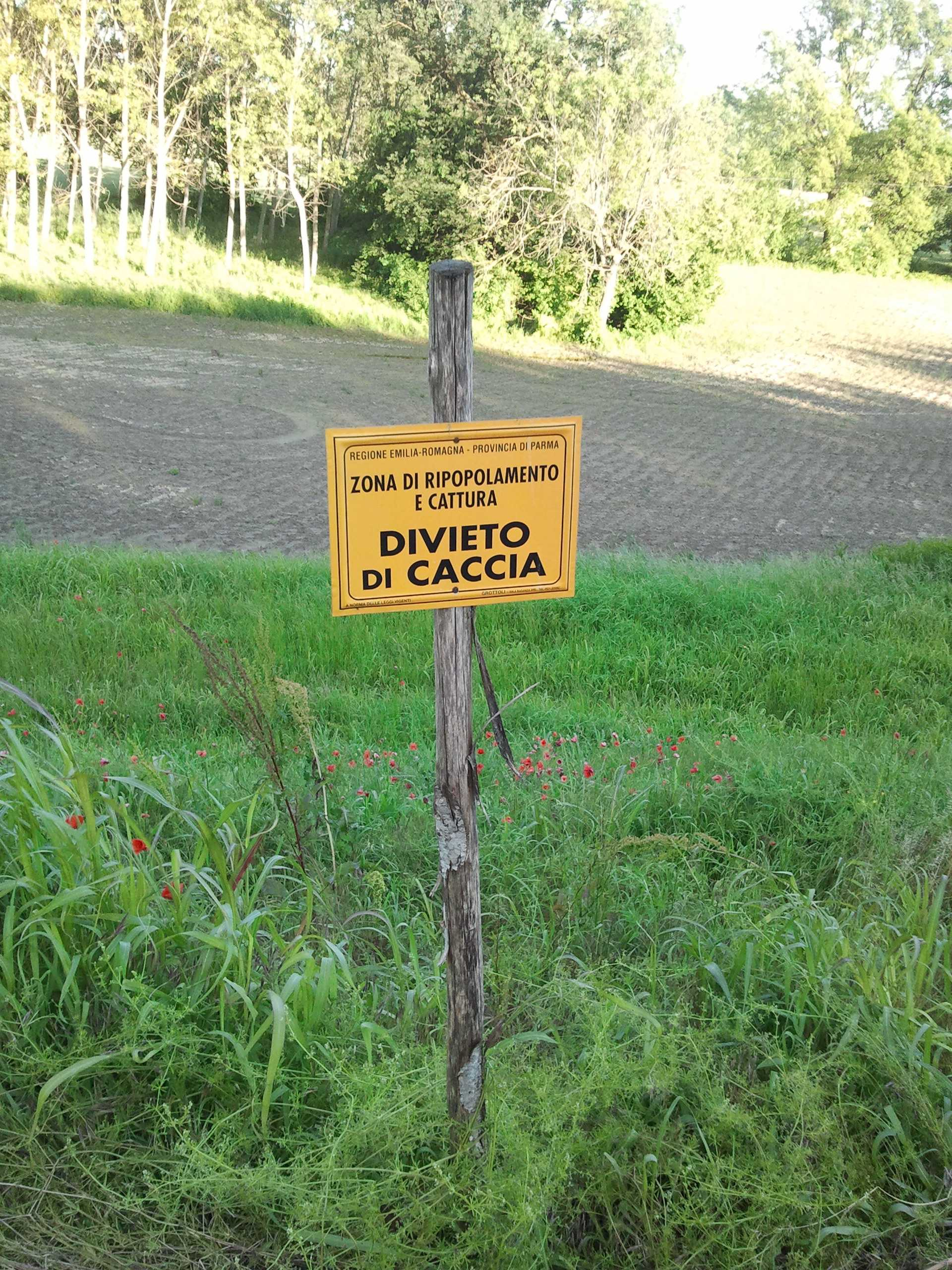
Cartello che indica una zona di ripopolamento e cattura, Emilia-Romagna.

Ogni piano faunistico-venatorio stabilito dalla Regione ha una durata di cinque anni e definisce:
- la tipologia di utilizzo del territorio agro-silvo-pastorale per ogni Provincia, dettando la superficie massima destinata alla protezione della fauna;
- i criteri di coordinamento dei piani faunistici elaborati dalle singole Province;
- le linee guida per gli Istituti delle Oasi di protezione, delle Zone di Ripopolamento e Cattura e dei Centri pubblici di riproduzione della fauna selvatica;
- i criteri di determinazione dei territori destinabili ad aziende faunistico venatorie, agrituristico venatorie e centri privati di riproduzione di fauna selvatica;
- le linee guida di indennizzo per gli agricoltori e i danni arrecate alle loro attività economiche, per la tutela e il ripristino degli habitat e per l'incremento della fauna;
- l'individuazione di specie appartenenti alla fauna stanziale che necessitano di particolare tutela;
- le linee guida di intervento per il ripristino degli equilibri faunistici;
- i criteri di delimitazione e gestione degli ambiti territoriali di caccia e dei comprensori alpini;
- i criteri di individuazione delle zone in cui è vietata la caccia (L. n. 157/92, art. 13, comma 3) fino al raggiungimento della specifica quota percentuale;
- le linee guida regolamentanti la caccia in aree a regolamento specifico (ZPS).

### Il ruolo delle Province
Nel rispetto dei criteri dettati dai piani faunistico-venatori regionali, le amministrazioni provinciali provvedono a emanare i piani faunistico-venatori provinciali, anch'essi aventi la durata di cinque anni. In essi le Province definiscono:
- la tipologia di utilizzo del territorio agro-silvo-pastorale per ogni Provincia, dettando la superficie massima destinata alla protezione della fauna;
- i criteri di coordinamento dei piani faunistici elaborati dalle singole Province;
- le linee guida per gli Istituti delle Oasi di protezione, delle Zone di Ripopolamento e Cattura e dei Centri pubblici di riproduzione della fauna selvatica;
- i criteri di determinazione dei territori destinabili ad aziende faunistico-venatorie, agrituristico-venatorie e centri privati di riproduzione di fauna selvatica;
- le linee guida di indennizzo per gli agricoltori e i danni arrecate alle loro attività economiche, per la tutela e il ripristino degli habitat e per l'incremento della fauna;
- l'individuazione di specie appartenenti alla fauna stanziale che necessitano di particolare tutela;
- le linee guida di intervento per il ripristino degli equilibri faunistici;
- i criteri di delimitazione e gestione degli ambiti territoriali di caccia e dei comprensori alpini;
- i criteri di individuazione delle zone in cui è vietata la caccia (L. n. 157/92, art. 13, comma 3) fino al raggiungimento della specifica quota percentuale;
- le linee guida regolamentanti la caccia in aree a regolamento specifico (ZPS).

## Requisiti

### La licenza venatoria
Per esercitare l'attività è necessario essere in possesso di abilitazione all'esercizio dell'attività venatoria, a seguito di superamento di apposito esame innanzi ad una commissione nominata dalla Regione in ciascun capoluogo di provincia.
L'esame di abilitazione prevede una prova scritta ed una orale, da tenersi presso la provincia italiana di residenza. L'esame prevede quesiti su cinque materie, quali zoologia, normativa, armi e balistica, agricoltura e primo soccorso.

### Licenza di porto di fucile
È necessario, altresì, essere in possesso di licenza di porto di fucile per uso caccia. Per ottenerla sono necessari:
- certificato di idoneità psicofisica, a cura dell'ufficiale sanitario della ASL di competenza, cui va consegnato il certificato anamnestico rilasciato, da non più di tre mesi, dal medico curante (di famiglia);
- certificato di idoneità al maneggio delle armi rilasciato da una sezione dell'Unione Italiana Tiro a Segno a superamento della prova di tiro (per coloro che non abbiano eventualmente svolto il servizio militare di leva in Italia);

La licenza di porto di fucile può essere concessa solo a coloro che abbiano requisiti di affidabilità tali da maneggiare un'arma e che abbiano la fedina penale pulita, oltre che l'assenza di segnalazioni di polizia. Una volta ottenuta la licenza di porto di fucile, per esercitare la caccia è necessario provvedere al pagamento annuale della tassa governativa sul porto d'armi, le tasse a favore della regione e della provincia di competenza e della polizza assicurativa per sé e per il proprio ausiliare (uno o più cani da caccia). L'assicurazione di caccia, che può contenere diverse clausole a seconda della tipologia, è obbligatoria ed ha lo scopo di tutelare la responsabilità civile durante l'attività. Devono essere coperti infortuni del cacciatore stesso, morte, danni arrecati a terzi (cose o persone), infortunio o morte del proprio ausiliare. Il porto d'armi per uso caccia ha una durata di cinque anni (sei per quelli rilasciati fino al 13 settembre 2018) e per essere rinnovato necessita della presentazione, entro la data di scadenza, di una domanda alla questura di competenza, con allegato l'aggiornamento del certificato di idoneità psicofisica.
La licenza di porto di fucile per uso caccia consente di esercitare le seguenti forme di caccia:
- Vagante in zona Alpi (alcune regioni richiedono una speciale autorizzazione e un ulteriore esame per accedere a tale forma di caccia);
- Da appostamento fisso;
- Altre forme di attività venatoria consentite dalla legge praticate nel rimanente territorio destinato all'attività venatoria programmata;

Per "altre forme di attività venatoria consentite dalla legge" si intende la caccia in ATC (Ambito Territoriale di Caccia) non da appostamento fisso.
Le forme di caccia consentite, eccetto nel caso di scelta dell'appostamento fisso, sono: 
- caccia vagante all'avifauna migratoria;
- caccia alla beccaccia e/o beccaccino e alla piccola stanziale (con cane da ferma);
- caccia da appostamento temporaneo;
- caccia alla lepre;
- caccia alla volpe;
- caccia al cinghiale, sia al singolo sia in battuta sia in braccata (in base alle normative regionali);
- caccia di selezione agli ungulati;
- caccia alla tipica piccola alpina (alcune regioni chiedono un'abilitazione particolare per cacciare le sei specie incluse nella definizione, ovvero: fagiano di monte, gallo cedrone, lepre variabile, coturnice, pernice bianca e francolino di monte).

### I mezzi consentiti
La caccia è consentita solo con fucile, arco e falco. La caccia agli ungulati è consentita con munizione esclusivamente a palla unica, non a munizione spezzata. Ogni altro mezzo è severamente vietato. La caccia di selezione può essere svolta con fucile o con arco, ma non con il falco. La caccia con fucile viene esercita con armi lunghe a ricarica manuale o semiautomatica e:
- a canna liscia o anima liscia (fucile), di calibro non superiore a 12g (si ricorda che un calibro 8g è maggiore di un 12g) e con un massimo di due colpi nel caricatore in caso di arma semi-automatica, ulteriormente limitato a un colpo solo per la caccia in Zona Alpi (più uno in canna);
- a canna rigata o anima rigata (carabina), di calibro uguale 5,6 mm (misurato tra due pieni di passo) e lunghezza del bossolo a vuoto non inferiore a 40 mm, oppure di calibro superiore a 5,6 mm a prescindere dalla lunghezza del bossolo.

Ogni altro tipo d'arma è vietato, con particolare riguardo a:
- armi da guerra: ovvero automatiche, vietate in assoluto ai privati in Italia;
- armi corte: ovvero con canna inferiore ai 300 mm o lunghezza totale inferiore ai 600 mm;
- armi sportive: così classificate dal Banco Nazionale di Prova di Gardone Val Trompia;
- armi in categoria B9 (ex B7): ovvero semiautomatiche che somigliano ad armi automatiche;
- armi ad aria compressa: ovvero in grado di espellere, mediante l'azione di un gas compresso, un proiettile con un'energia in volata superiore ad 1 joule;
- balestra: essa, a causa della sua silenziosità, è un'arma particolarmente adatta alla caccia di frodo (bracconaggio).

## Porto di fucile e mercato venatorio italiano
Il mercato dei fucili da caccia in Italia è parte integrante del settore armiero nazionale, con una forte tradizione manifatturiera legata al Made in Italy. Nel 2023 il comparto ha contribuito a un giro d'affari di circa 8 miliardi di euro, trainato in gran parte dalle esportazioni (oltre il 90%), soprattutto verso gli Stati Uniti. Nonostante il calo del numero di cacciatori, l’Italia resta un punto di riferimento grazie a marchi storici come Beretta e Benelli, apprezzati per l’eccellenza tecnica e il design dei loro prodotti.

## Specie cacciabili e periodi di caccia generali
Le specie di fauna selvatica cacciabili e i relativi periodi in cui è consentito cacciarle sono riportati di seguito.

### Specie cacciabili dalla terza domenica di settembre al 31 dicembre
- Galliformi: quaglia (Coturnix coturnix), starna (Perdix perdix), pernice rossa (Alectoris rufa), pernice sarda (Alectoris barbara).
- Columbidi: tortora comune (Streptopelia turtur).
- Turdidi: merlo (Turdus merula).
- Passeridi: allodola (Alauda arvensis).
- Lagomorfi: lepre comune (Lepus europaeus), lepre sarda (Lepus capensis), coniglio selvatico (Oryctolagus cuniculus), minilepre (Sylvilagus floridanus).

### Specie cacciabili dalla terza domenica di settembre al 31 gennaio
- Turdidi: cesena (Turdus pilaris), tordo bottaccio (Turdus philomelos), tordo sassello (Turdus iliacus).
- Galliformi: fagiano comune (Phasianus colchicus);
- Anatidi: germano reale (Anas platyrhynchos), alzavola (Anas crecca), canapiglia (Mareca strepera), fischione (Mareca penelope), codone (Anas acuta), marzaiola (Spatula querquedula), mestolone (Spatula clypeata), moriglione (Aythya ferina), moretta (Aythya fuligula).
- Rallidi: folaga (Fulica atra), porciglione (Rallus aquaticus), gallinella d'acqua (Gallinula chloropus);
- Scolopacidi: beccaccino (Gallinago gallinago), frullino (Lymnocryptes minimus), beccaccia (Scolopax rusticola).
- Caradriidi: combattente (Philomachus pugnax), pavoncella (Vanellus vanellus).
- Columbidi: colombaccio (Columba palumbus).
- Corvidi: cornacchia nera (Corvus corone), cornacchia grigia (Corvus cornix), ghiandaia (Garrulus glandarius), gazza (Pica pica).
- Canidi: volpe (Vulpes vulpes).

### Specie cacciabili dal 1º ottobre al 30 novembre
- Galliformi: pernice bianca (Lagopus mutus), fagiano di monte (Tetrao tetrix), coturnice (Alectoris graeca).
- Bovidi: camoscio alpino (Rupicapra rupicapra), muflone (Ovis musimon), con esclusione della popolazione sarda.
- Cervidi: capriolo (Capreolus capreolus), cervo (Cervus elaphus), daino (Dama dama).
- Lagomorfi: lepre variabile (Lepus timidus).

### Specie cacciabili dal 1º ottobre al 31 dicembre o dal 1º novembre al 31 gennaio
- Suidi: cinghiale (Sus scrofa).

### Numero di capi
Il numero di capi di fauna selvatica cacciabile che ciascun cacciatore può prelevare nelle giornate di caccia è stabilito dalle Regioni, sentito l'organo di consulenza scientifica (INFS, oggi ISPRA), come da comma 4 dell'articolo 18 della L. n. 157/92 e s.m.i.:

## Spazi, limiti e norme comportamentali
La Legge n. 157/92 specifica le limitazioni e le norme comportamentali che un cacciatore è tenuto ad osservare, pena sanzioni penali o amministrative a seconda del fatto commesso.

### Giorni e orari
Ciascun cacciatore può esercitare la caccia per 55 giornate per stagione venatoria e con un limite di tre giorni alla settimana (due giorni in Sardegna), con l'esclusione del martedì e del venerdì che sono giorni di silenzio venatorio, per cui nessun cacciatore per nessun motivo può andare a caccia. Gli orari di caccia e le date di apertura e chiusura per ciascuna specie sono rese note sul calendario venatorio regionale, pubblicato prima dell'inizio della stagione di caccia.
Il mancato rispetto degli orari prestabiliti e dei tre giorni prescelti per esercitare la caccia (all'infuori di quelli di silenzio venatorio) comporta l'applicazione di sanzioni amministrative (pecuniarie).
Gli orari concessi per la caccia sono, in via generale, da un'ora prima dell'alba fino al tramonto, salva la caccia di selezione, che è consentita fino ad un'ora dopo il tramonto, e la caccia alla beccaccia ed al beccaccino, che viene vietata in orario serale.

### Spazi e distanze
Ciascun cacciatore è tenuto a rispettare i limiti spaziali imposti dalla legge. La caccia si esercita nel territorio agro-silvo-pastorale, per il quale è stata pianificata l'attività venatoria.
Entro tale territorio non è consentito l'esercizio venatorio nelle seguenti aree:
- aie e corti o altre pertinenze di fabbricati rurali;
- zone nel raggio di 100 metri da immobili, fabbricati e stabili adibiti ad abitazione o a posto di lavoro;
- entro il raggio di 100 metri da macchine operatrici agricole in funzione;
- entro la fascia di distanza inferiore a 50 metri (per lato) da vie di comunicazione ferroviaria e da strade carrozzabili, eccetto le strade poderali ed interpoderali;
- entro una distanza di 1000 metri da tutti i valichi montani interessati dalle rotte di migrazione dell'avifauna.

Non è consentito l'atto di sparare da distanza inferiore a 150 metri con fucile da caccia ad anima liscia, o da distanza corrispondente a meno di una volta e mezza la gittata massima in caso di uso di armi ad anima rigata, in direzione di:
- immobili, fabbricati e stabili adibiti ad abitazione o a posto di lavoro;
- vie di comunicazione ferroviaria e di strade carrozzabili, eccetto quelle poderali ed interpoderali;
- funivie, filovie ed altri impianti di trasporto a sospensione;
- stabbi, stazzi, recinti ed altre aree delimitate destinate al ricovero ed all'alimentazione del bestiame nel periodo di utilizzazione del territorio agro-silvo-pastorale.

### Reati previsti
I seguenti fatti sono reati e quindi sono perseguibili con sanzioni penali, che prevedono l'arresto ed un'ammenda, di entità dipendente dal reato commesso:
- caccia in periodo di divieto generale (dalla chiusura del periodo di caccia all'apertura);
- abbattimento, cattura o detenzione di uccelli e mammiferi particolarmente protetti;
- abbattimento, cattura o detenzione di esemplari di orso, camoscio appenninico, cervo sardo e muflone sardo;
- caccia esercitata in parchi nazionali, parchi naturali regionali, oasi di protezione, zone di ripopolamento e cattura, riserve naturali, giardini urbani e campi adibiti ad attività sportive;
- esercizio dell'uccellagione (cattura di uccelli con reti); è proibito anche vendere o detenere reti da uccellagione e trappole per la cattura e/o uccisione di fauna selvatica, pena arresto e ammenda (sanzione penale)[12].
- La caccia notturna non è consentita, in nessuna forma[13].
- caccia nei giorni di silenzio venatorio (martedì e venerdì);
- abbattimento, cattura o detenzione di esemplari appartenenti alle specie non cacciabili di fauna tipica stanziale alpina;
- abbattimento, cattura o detenzione di specie di mammiferi o uccelli nei cui confronti la caccia non è consentita o per chi esercita la caccia con mezzi vietati;
- caccia con l'ausilio di richiami vietati;
- caccia da autoveicoli, da natanti o da aeromobili;
- commercio o detenzione a tal fine di fauna selvatica.

Inoltre, per l'imbalsamazione e la tassidermia sono previste le stesse sanzioni per l'abbattimento delle specie protette o particolarmente protette.

## Vigilanza venatoria
La principale autorità competente sul territorio in materia di caccia è la Provincia, che può avvalersi di:
- agenti dipendenti degli enti locali delegati dalle Regioni, a cui è attribuita la qualifica di agenti di polizia giudiziaria e di pubblica sicurezza;
- appartenenti alle forze di polizia italiane;
- guardiaparco dei parchi nazionali e regionali;
- forestali e campestri (inclusa la Compagnia barracellare in Sardegna);
- guardie private limitatamente ed esclusivamente presso territori di caccia privati (guardia particolare giurata);
- guardie ecologiche volontarie e guardie venatorie volontarie riconosciute dalle Regioni e dalle Province autonome (solo nelle Regioni in cui tale figura è prevista)[14];
- guardie zoofile volontarie che prestano servizio presso l'Ente nazionale per la protezione degli animali (ENPA)[15].

## Dati e statistiche

### Praticanti
Negli anni novanta più del 60% dei cacciatori italiani era collocato nella fascia d'età 30-49 anni, a cui si aggiungeva un 20% di cacciatori fino a 29 anni. Nel corso degli anni, il livello di istruzione dei cacciatori è migliorato e, nel complesso, il livello rimane leggermente superiore ai dati nazionali per gli uomini in età lavorativa. Fra i cacciatori italiani, la categoria professionale più diffusa è quella operaia, seguita da quella di lavoratore dipendente, commercianti, lavoratori autonomi e pensionati. Per quanto riguarda la distribuzione territoriale dei cacciatori, la regione italiana con più cacciatori è la Toscana, seguita da Lombardia, Lazio, Campania e Sicilia.
In Italia il numero dei cacciatori è in progressiva diminuzione essendo passati dai 1 701 853 del 1980 (3,0% dell'allora popolazione italiana) ai 751 876 del 2007 (1,2% dell'attuale popolazione italiana) con un calo netto del 55,8% (57,9% in rapporto alla popolazione italiana) e "tale fenomeno va attribuito principalmente alla perdita di attrattiva della caccia evidente soprattutto tra le giovani generazioni particolarmente sensibili alle tematiche ambientali". Attualmente la maggior parte dei cacciatori ha un'età compresa tra i 65 e i 78 anni e l'età media è in aumento a causa del mancato ricambio generazionale.
I dati Istat sulle licenze di caccia:
Licenze di cacciaAnno600.000800.0001.000.0001.200.0001.400.0001.600.0001.800.00019801990200020102020LicenzeLicenze di caccia in Italia
| Anno | licenze   |
| ---- | --------- |
| 1980 | 1 701 853 |
| 1981 | 1 685 105 |
| 1982 | 1 622 321 |
| 1983 | 1 593 151 |
| 1984 | 1 585 709 |
| 1985 | 1 574 873 |
| 1986 | 1 571 630 |
| 1987 | 1 564 492 |
| 1988 | 1 500 986 |
| 1989 | 1 481 028 |
| 1990 | 1 446 935 |
| 1991 | 1 315 946 |
| 1992 | 1 135 228 |
| 1993 | 1 023 157 |
| 1994 | 966 586   |
| 1995 | 901 006   |
| 1996 | 874 627   |
| 1997 | 809 983   |
| 1998 | 796 019   |
| 1999 | 821 455   |
| 2000 | 801 835   |
| 2001 | 791 848   |
| 2002 | 800 457   |
| 2003 | 797 934   |
| 2004 | 806 395   |
| 2005 | 792 032   |
| 2006 | 765 404   |
| 2007 | 751 876   |
| 2015 | 774 679   |

Nel 2017 il numero di cacciatori, secondo il Rapporto sullo stato delle foreste e del settore forestale in Italia stilato dal Ministero delle Politiche agricole, alimentari e forestali, era di 477 330; tale dato però non comprendeva i cacciatori delle regioni Lazio e Marche, che non avevano fornito i dati al predetto Ministero.
I cacciatori italiani sono raggruppati in associazioni venatorie di categoria
| Associazione venatoria     | Numero associati |
| -------------------------- | ---------------- |
| Federcaccia                | 400 000          |
| Libera Caccia              | 100 000          |
| Enalcaccia                 | 80 000           |
| Arci Caccia                | 50 000           |
| ANUU- Migratoristi         | 30 000           |
| Italcaccia                 | 15 000           |
| Ente Produttori Selvaggina | 11 000           |

### Recupero ambientale
Ogni cacciatore deve dedicare 2/3 giornate l'anno al recupero ambientale, solitamente organizzate dalle associazioni venatorie, in cui si effettuano pulizie, sfalci e sistemazioni in territorio agro-silvo-pastorale, in base alle necessità riscontrate per il luogo. I cacciatori da appostamento fisso dedicano queste giornate alla sistemazione ed alla pulizia della struttura e dell'ambiente di pertinenza.

### Incidenti
Incidenti in Italia, durante l'attività venatoria, che hanno comportato il ferimento o la morte di persone (cacciatori e non):
| Stagione  | Feriti | Morti | Totale |
| --------- | ------ | ----- | ------ |
| 2008/2009 | 94     | 42    | 136    |
| 2009/2010 | 86     | 31    | 117    |
| 2010/2011 | 75     | 25    | 100    |
| 2011/2012 | 75     | 11    | 86     |
| 2014/2015 | 66     | 22    | 88     |
| 2015/2016 | 67     | 17    | 84     |
| 2018/2019 | 50     | 12    | 62     |
| 2019/2020 | 58     | 24    | 82     |
| 2020/2021 | 48     | 14    | 62     |
| 2021/2022 | 54     | 13    | 67     |

## I movimenti di opposizione

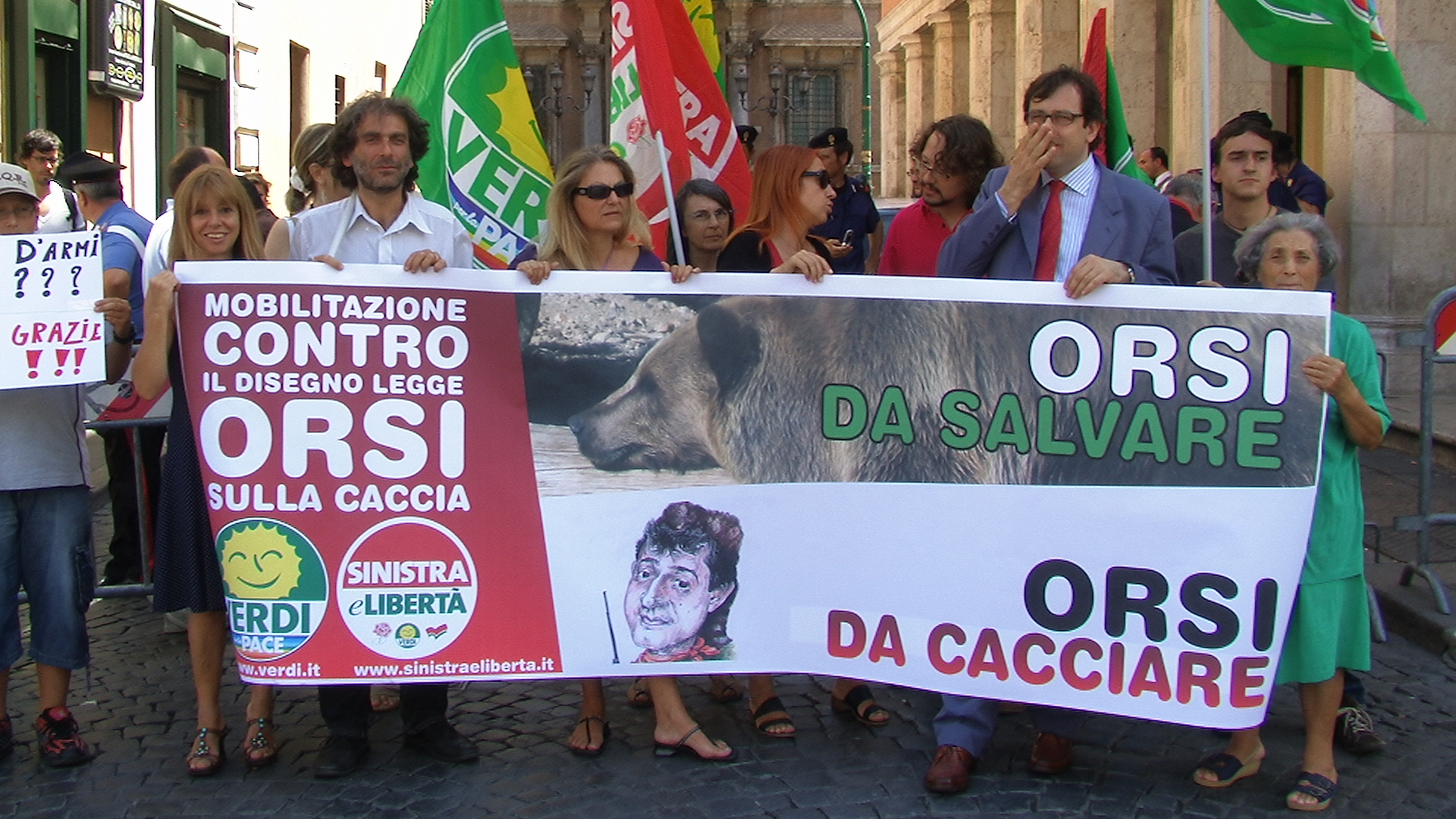
Una manifestazione anticaccia.

In Italia nel corso degli anni 1990 sono stati proposti tre quesiti referendari per inasprire le norme che regolano la caccia, nessuno dei quali però raggiunse il quorum necessario del 50%:
- 3 giugno 1990: referendum per l'inasprimento delle norme nella disciplina della caccia (affluenza: 43,4%, favorevoli: 92,2%, contrari: 7,8%);
- 3 giugno 1990: referendum per il divieto di accesso ai cacciatori ai fondi privati (affluenza: 42,9%, favorevoli: 92,3%, contrari: 7,7%);
- 15 giugno 1997: referendum per il divieto di accesso ai cacciatori ai fondi privati (affluenza: 30,2%, favorevoli: 80,9%, contrari: 19,1%).

Due dei referendum furono proposti con l'intento di abrogare l'articolo 842 del codice civile italiano, particolarmente criticato dalle associazioni anticaccia. Secondo l'articolo 842, il proprietario di un fondo non può impedire che vi si entri per l'esercizio della caccia, a meno che non si tratti di un terreno coltivato, oppure il fondo sia recintato lungo l'intero perimetro (con una rete metallica o un muro di altezza non inferiore a 1,20 metri) o delimitato da corsi d'acqua perenni (il cui letto deve essere profondo almeno 1,50 metri e largo non meno di 3 metri).
Secondo alcuni sondaggi condotti negli anni 2000, la maggior parte dei cittadini è contraria alla caccia o comunque richiede particolari restrizioni sulle normative che regolano l'attività venatoria. Un referendum in merito a modifiche restrittive su una legge sulla caccia della Regione Piemonte (la n. 70 del 1996) convocato per il 3 giugno 2012 venne annullato a causa dell'abrogazione della legge stessa da parte del Consiglio regionale piemontese, avvenuta esattamente un mese prima della consultazione (3 maggio 2012).

## Effetti sull'ecosistema

### Positivi
Alcune specie animali erbivore, a causa dell'assenza di predatori nel loro territorio, tendono a creare popolazioni non in grado di autoregolare la propria consistenza numerica, che in condizioni favorevoli tende quindi ad aumentare in maniera insostenibile per l'ambiente, provocando danni alle attività umane, soprattutto in campo agricolo. Tale fenomeno si verifica soprattutto nelle specie appartenenti al gruppo degli ungulati, tipicamente il cinghiale, il daino, il muflone, il capriolo, il cervo, il camoscio alpino e lo stambecco (quest'ultimo specie non cacciabile in Italia). La caccia selettiva può rappresentare un importante fattore di contenimento di tali specie, in quanto, se la specie è ben conosciuta, attraverso un'efficace pianificazione, è possibile gestire correttamente una popolazione, attraverso l'abbattimento selettivo degli esemplari. Tale pianificazione è realizzata da zoologi. Altro importante problema è rappresentato dalla volpe, che tende ad eliminare molti piccoli uccelli nidificanti a terra e, più in generale, i nidi, oltre che i piccoli mammiferi, fin anche a predare piccoli di cinghiale e capriolo. Vi sono anche uccelli che tendono a fare danni ai coltivi, oltre che ad invadere nicchie ecologiche altrui, minacciando numerosi endemismi a forte rischio di estinzione.
Più in generale, bisogna considerare che il progressivo abbandono dei coltivi, soprattutto in ambienti di bassa e media montagna (con accenni all'alta montagna nei limiti di quota del bosco) ed in territorio collinare, con la ripresa del bosco e la scomparsa delle praterie, ha determinato forti cambiamenti nella fauna italiana. Basti pensare all'aumento degli ungulati ed alla diminuzione dei galliformi (soprattutto alpini): i primi cercano sostanze grezze nel bosco, a differenza dei galliformi, che vivono invece in una debole forma di parassitismo verso l'uomo, ovvero hanno bisogno di una particolare cura del territorio. Nulla nel territorio è ormai allo stato naturale, vista la presenza dell'uomo, che ha modificato l'ambiente a suo vantaggio, e tale affermazione trova risposta anche nella composizione della fauna italiana. In particolare, vi sono peculiari endemismi (tra cui i relitti glaciali) che si sono conservati grazie al contributo involontario dell'uomo, ovvero endemismi che hanno prolificato e si sono espansi grazie all'opera dell'uomo, specie che sono minacciate ora dalla trasformazione del territorio che ha visto la ricomparsa di predatori, ovvero il loro aumento, che con la concomitanza della diminuzione delle risorse trofiche, ovvero ambienti vocati alla specie, porta al rischio di estinzione, locale o totale, della specie.
A tal fine la caccia, sia come controllo della specie sia come fucina di dati scientifici, ha un apporto fondamentale.

### Negativi
La caccia viene in genere consentita solo a specie le cui popolazioni sono stabili ed in buona salute. L'eccezione principale è la caccia agli uccelli migratori, le cui popolazioni coprono areali vasti, che spesso interessano Paesi differenti e, pertanto, il loro studio risulta difficoltoso. Per tale motivo è difficile stimare la loro reale consistenza numerica e i dati delle ricerche scientifiche sono relativamente scarsi. Di conseguenza anche la sostenibilità di questa forma di caccia è ancora poco chiara, così come i danni arrecati agli uccelli migratori. Autorevoli pubblicazioni scientifiche dimostrano che è opportuno correlare l'intensità del prelievo delle specie migratorie all'effettiva consistenza delle popolazioni. L'Italia, inoltre, è un crocevia di rotte di specie migratorie e un prelievo eccessivo durante la migrazione può avere effetti sulla consistenza delle specie a livello continentale. A tal fine, è interessante la creazione di progetti di coordinamento europei al fine di coordinare il prelievo, oltre che lo studio dei prelievi sotto il profilo scientifico. Alcune specie protette ed alcune specie cacciabili di uccelli sono molto rassomiglianti per morfologia e piumaggio e non sempre nella situazione di caccia il discernimento è inequivocabile e questo può portare ad abbattimenti accidentali di specie in pericolo di estinzione.
Inoltre, alcune specie, come fino a tempi recenti la coturnice ed il gallo cedrone, sono cacciabili, in virtù di tecniche di caccia tradizionali, nonostante la consistenza delle loro popolazioni sia scarsa e che siano specie in declino e, quindi, che questa pratica sia poco o per nulla sostenibile.
Recenti studi editti da ISPRA (Istituto superiore per la protezione e la ricerca ambientale), ente governativo deputato allo scopo, tramite l'analisi dei carnieri di caccia, dei censimenti alle specie in questione e le nuove regolamentazioni adottate a protezione delle specie, uniti alla minor pressione venatoria, hanno fatto ripartire la presenza e la consistenza numerica delle specie nei loro arenili storici. Inoltre, si è reso palese che la maggiore causa del declino della tipica alpina stanziale sia dovuta all'abbandono della montagna ed alle predazione di mammiferi ed uccelli opportunisti, che predano le uova e/o le classi giovani, unita ad un minor tasso di successo riproduttivo.
Uno degli impatti indiretti più gravi della caccia è la dispersione nel suolo e nelle acque interne di grandi quantità di piombo, che secondo recenti studi scientifici è causa di avvelenamenti mortali (saturnismo) in varie specie animali. Recentemente è sempre più diffuso l'impiego di pallini di acciaio, che però richiedono armi particolari per poter essere usati, per cui si suppone che serviranno diversi anni prima di vedere un impiego generalizzato di queste munizioni. Alcuni Stati hanno già vietato l'uso dei pallini in piombo in tutto o in parte del loro territorio.
Un altro impatto indiretto che ha causato danni gravi, gravissimi o talvolta disastrosi alle popolazioni autoctone è l'inquinamento genetico, nonché l'introduzione di specie aliene. Questo è avvenuto ad esempio con il cinghiale che, portato quasi all'estinzione nel secondo dopoguerra, è stato poi "rinsanguato" con esemplari di ceppo centroeuropeo caratterizzati da grosse dimensioni e prolificità assai più elevata di quelli di ceppo mediterraneo, con conseguenti problemi di sovrappopolazione. Anche la lepre appenninica ha subito un fortissimo inquinamento genetico (che l'ha quasi portata all'estinzione) da parte della lepre europea a causa dei ripopolamenti fatti senza le necessarie garanzie di purezza del materiale immesso. Tra le vere e proprie specie aliene introdotte per la caccia si possono ricordare il colino della Virginia e la minilepre, che hanno stabilito popolazioni naturalizzate in varie parti del nord Italia.
A tal fine, vi è una convergenza tra ISPRA e regolamentatori regionali/provinciali al fine di porre in atto misure venatorie atte ad eradicare le specie alloctone, ovvero bloccarne l'aumento di arenile, tramite corposi piani di tiro selettivo (daino e muflone) e forte deregolamentazione con carnieri alti (minilepre e piccola selvaggina staziale).

## Riferimenti normativi
- Legge 11 febbraio 1992, n. 157 - Norme per la protezione della fauna selvatica omeoterma e per il prelievo venatorio.